# 黄石山城の戦い
黄石山城の戦い（こうせきさんじょうのたたかい）は、慶長の役において朝鮮軍が守る黄石山城を日本軍が攻略した戦い。

## 概要
日本軍の右軍先鋒加藤清正は7月25日西生浦を発し梁山に至り主将毛利秀元（吉川広家、安国寺恵瓊これに属す）及び黒田長政、鍋島直茂父子、池田秀氏、中川秀成、長宗我部元親父子等と会し、ここに全軍の集中を終え、霊山を経て昌寧に到る。此地の東方約1里に火王山城があり郭再祐等がここを守っていたが、日本軍はこれを無視して前進する。
右軍は昌寧より西に折れ草渓、陜川を経て安陰に向かう。すると所在の朝鮮軍は皆逃散する。日本軍が安陰に至ったとき黄石山城がただ独り堅守して屈せず。
黄石山城は安陰の西北約2里に在り四方斗絶し険峻甚だしく慶尚、全羅2道の咽喉を扼していた。安陰県監郭䞭が入ってこれを守り、金海府使白士霖、前咸陽郡守趙宗道は兵を率い来てこれを助け安陰、居昌、咸陽3郡県の軍民数千人を募り、城の各所に分置する。西南二方面は郭䞭自らこれに当り、東北二方面は白士霖が指揮し、趙宗道は遊軍となる。白士霖は武官の出身であったため城兵はこれを頼みとした。
8月中旬（日子未詳、蓋し14、5日頃）、日本軍は諸隊を部署し加藤清正は南面より、鍋島直茂父子は西面より、黒田長政等は東面よりこれを囲み（其の他の区分未詳）、竹束盾を連ね、柵を結って城に迫り、16日（明暦17日）の夜、月明に乗じて総攻撃を開始する。このとき白士霖は逃走した。郭䞭は持場を離れず戦ったが、加藤の士森本義太夫等が南門に先登し、神田対馬が郭䞭を打ち取った。郭䞭の子、郭履常、郭履厚及び趙宗道等は皆ここに戦死し、日本軍は350餘の首級を挙げ黄石山城は陥落した。さらに諸隊は追撃し、山谷の間に斬殺するもの無数。翌日勝利を豊臣秀吉に報ず。
右軍はその後、六十嶺を越え鎮安を経て全州に至り左軍と会合し、両軍ここに駐まること数日、24日全州城を破毀する。この頃、豊臣秀吉の使（姓名未詳）が来て両軍の報告を聴取する。ここにおいて宇喜多秀家、毛利秀元以下の諸将は会議して今後の方略を定め、毛利秀元（吉川広家等を除く）加藤清正、黒田長政、の3隊約4万人は目付の太田一吉、竹中重利の2人がこれを監し北上して公州方面に進み長宗我部元親父子、鍋島直茂父子、吉川広家、池田秀氏、中川秀成等は左軍に属して忠清、全羅2道の討伐に従事する。

## 両軍の構成
- 日本右軍の構成[1]
  - 毛利秀元・吉川広家・安国寺恵瓊 30,000
  - 長宗我部元親・盛親 3,000
  - 鍋島直茂・勝茂 12,000
  - 池田秀雄 2,800
  - 中川秀成 1,500
  - 黒田長政 5,000
  - 加藤清正 10,000
  - 軍目付：早川長政・垣見一直・熊谷直盛

- 朝鮮軍の構成[2]
  - 郭䞭（安陰県監）
  - 白士霖（金海府使）
  - 趙宗道（前咸陽郡守）